# Georg von Peuerbach

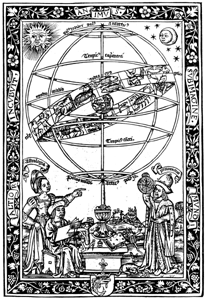
Georg von Peuerbach: Theoricarum Novarum Planetarum testus, Parijs 1515

Georg Aunpekh von Peuerbach (ook: Johann Purbach) (Peuerbach in Oostenrijk, 1423 - Wenen, 8 april 1461) was een Oostenrijks astronoom, die verbonden was aan de Universiteit van Wenen. Hij was een van de eerste wegbereiders voor het copernicaanse wereldbeeld. Hij bouwde innovatieve meetinstrumenten en wordt beschouwd als eerste universitaire professor in de astronomie.
George van Peuerbach was een van de pioniers voor de wetenschappelijke revolutie van de 16e eeuw, die met de nieuwe wereldsysteem van de Nicolaus Copernicus en Johannes Kepler haar afsluiting vond. In de 15e eeuw werd de beweging van de planeten volgens Ptolemaeus intensief besproken. Dit kwam voor een deel, omdat het zonnejaar zich steeds verder van de juliaanse kalender verwijderde. Ook werden er voor de scheepsnavigatie nauwkeurigere "Sterrenboeken" vereist. Door deze twee zaken kreeg de observationele sterrenkunde, die door Georg von Peuerbach wordt belichaamd, een nieuwe impuls.

## Gedigitaliseerde werken
- Tractatus Georgii Peurbachii Super Propositiones Ptolemaei de Sinubus & Chordis. Norimbergae 1541, Online-Ausgabe der Sächsischen Landesbibliothek - Staats- und Universitätsbibliothek Dresden
- Georgii Purbachii ... Dispositiones Motuum Coelestium, Quas Theorias Planetarum vocant. Wittebergae 1653, Online-Ausgabe der Sächsischen Landesbibliothek - Staats- und Universitätsbibliothek Dresden
- Quadratu(m) Geometricu(m) prae clarissimi Mathematici Georgij Burbachij. Nurenberge 1516, Online-Ausgabe der Sächsischen Landesbibliothek - Staats- und Universitätsbibliothek Dresden
- Scripta Clarissimi Mathematici M. Ioannis Regiomontani. Norimbergae 1544, Online-Ausgabe  der Sächsischen Landesbibliothek - Staats- und Universitätsbibliothek Dresden
- Ioannis De Monte Regio Et Georgii Purbachii Epitome, In Cl. Ptolemaei Magnam compositionem. Basileae 1543, Online-Ausgabe  der Sächsischen Landesbibliothek - Staats- und Universitätsbibliothek Dresden

- Bibsys: 1092674
- Biblioteca Nacional de España: XX4699731
- Bibliothèque nationale de France: cb12374660w (data)
- Catàleg d'autoritats de noms i títols de Catalunya: 981058516786606706
- CiNii: DA15600646
- Gemeinsame Normdatei: 118790684
- International Standard Name Identifier: 0000 0001 1654 8722
- Library of Congress Control Number: n84006963
- Mathematics Genealogy Project: 126087
- Nationale Bibliotheek van Tsjechië: ola2002159450
- Nationale bibliotheek van Australië: 35450021
- Nationale Bibliotheek van Israël: 987007276349905171
- Nationale Bibliotheek van Polen: a0000002408269
- Nationale en Universitaire bibliotheek Zagreb: 000084534
- Nederlandse Thesaurus van Auteursnamen: 089904311
- Réseau des bibliothèques de Suisse occidentale: 02-A009178045
- Istituto Centrale per il Catalogo Unico: BVEV019072
- LIBRIS: 288798
- SNAC: w6j96ckb
- Système universitaire de documentation: 034406751
- Trove: 957135
- Virtual International Authority File: 61530142
- WorldCat: E39PBJm9dMQ4P7dqtPDvrJpMfq